# Рид, Джастин
Джастин Майкл Рид (англ. Justin Michael Reed; 16 января 1982, Джэксон, Миссисипи, США — 20 октября 2017, там же) — американский баскетболист, выступавший за клубы Национальной баскетбольной ассоциации «Бостон Селтикс» и «Миннесота Тимбервулвз».

## Ранние годы
В 1996 году Рид поступил в старшую школу Провайна в Джэксоне. Уже в первый год обучения он стал игроком школьной баскетбольной команды «Провайн Рам», вместе с ней в 1997 году играл в финале чемпионата штата Миссисипи среди школ класса 5A. В следующем сезоне «Рам» выиграли чемпионат и заняли 25-е место в рейтинге USA Today лучших школьных команд. В сезоне 1998/1999 Рид набирал в среднем за игру 16,4 очка, делал 12,6 подбора, 2,5 передачи, 1,5 блок-шота и 1,4 перехвата. Его команда вновь дошла до финала чемпионата штата, а сам Джастин был включён во вторую символическую сборную штата по версии газеты Clarion-Ledger.
Свой последний сезон в школе Рид завершил с показателями 27,4 очка, 14,2 подбора, 3,1 перехвата и 5,3 передачи в среднем за игру. Он принял участие в матче между лучшими игроками штатов Миссисипи и Алабама в 2000 году и был признан самым ценным игроком в команде Миссисипи. Газета Clarion-Ledger включила Рида в свою первую символическую сборную штата, а журнал Parade — в общенациональную сборную. Он занял 24-е место в рейтинге 50 лучших игроков школьных команд США, составленном Биллом Ходжем для ESPN. Также Рид вошёл в рейтинг 25 лучших игроков среди старшеклассников по версиям Fox Sports и Sporting News.

## Университет
После окончания школы Рид собирался поступать в Обернский университет, но позднее выбрал Миссисипский университет, когда туда на работу устроился Уэйн Брент, тренировавший Джастина в школе. В 2000 году Рид вместе с двумя своими партнёрами по команде старшей школы Провайна, Аароном Хантером и Дэвидом Сандерсом, поступил в университет и стал игроком студенческой баскетбольной команды «Оле Мисс Ребелс». Будучи в команде новичком, Рид сразу стал играть в ней важную роль и, набирая в среднем 11 очков за игру, был вторым по результативности в команде. Его команда в сезоне 2000/2001 дошла до финала чемпионата Юго-Восточной конференции и впервые в своей истории дошла до стадии 1/8 финала турнира NCAA. Сам Рид был признан по итогам сезона лучшим новичком конференции, включён в третью сборную новичков США по версии Rival.com и сборную новичков конференции, а также в сборную лучших игроков чемпионата конференции и третью сборную конференции по версии Associated Press.
В августе и сентябре 2001 года Рид выступал за сборную США на летней Универсиаде в Пекине. Американская сборная одержала в турнире семь побед, но уступила в полуфинальном матче команде Китая со счётом 82:83. В матче за бронзовые медали баскетболисты США обыграли соперников из Германии. Рид принял участие во всех восьми матчах турнира, набирая в среднем за игру 4,8 очка и делая 3,1 подбора.

## НБА
На драфте НБА 2004 года Рид был выбран во втором раунде под общим 40-м номером клубом «Бостон Селтикс».
26 января 2006 года «Селтикс» обменяли Рида вместе Маркусом Бэнксом, Марком Блаунтом, Рики Дэвисом и правом выбора во вторых раундах драфтов 2006 и 2008 годов в «Миннесоту» на Дуэйна Джонса, Майкла Оловоканди, Уолли Щербяка и право выбора в первом раунде драфта 2009 года.
14 июня 2007 года «Миннесота» обменяла Рида вместе с Майком Джеймсом в «Хьюстон Рокетс» на Джувана Ховарда. 4 сентября 2007 года Рид был арестован в округе Хайндс и обвинён полицией в хранении марихуаны (менее одной унции). В тот же день он вышел под залог. 12 сентября все обвинения с Рида были сняты, когда двое его спутников признались, что марихуана принадлежит им. Рид провёл в составе «Рокетс» три предсезонных матча, но 29 октября был отчислен из команды, не успев сыграть ни в одной официальной игре.

## После НБА
Вскоре после отчисления из «Рокетс» Рид продолжил карьеру в клубе Лиги развития НБА «Остин Торос». 25 февраля 2008 года он в результате обмена перешёл в другой клуб Лиги развития, «Бейкерсфилд Джэм». В общей сложности за обе команды в сезоне 2007/2008 Рид сыграл 30 матчей, в которых набирал в среднем 17,4 очка, делал 6,9 подбора и 2,4 передачи. В сентябре 2008 года Рид пытался вернуться в НБА и провёл тренировочные сборы с клубом «Филадельфия Севенти Сиксерс», но в окончательный состав команды так и не попал. В сезоне 2008/2009 Джастин вновь выступал в Лиге развития за «Бейкерсфилд», провёл 28 матчей, в которых набирал в среднем 12,6 очка, делал 7,1 подбора и 2 передачи.
Скончался 20 октября 2017 года в возрасте 35 лет от ангиосаркомы.